# Février 1791

## Événements

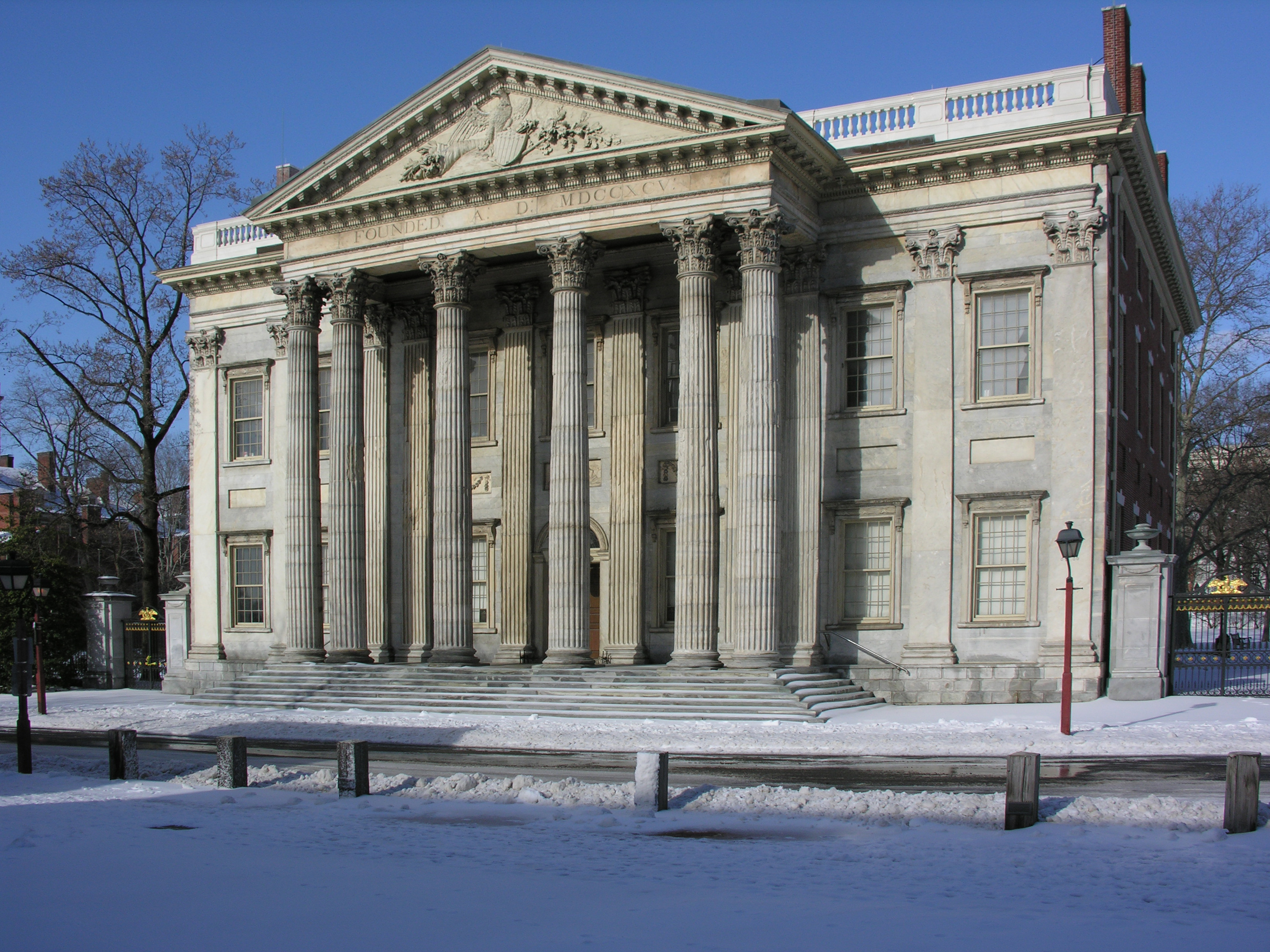
First Bank of the United States

- 13 février : combat de Vannes. Affrontement entre des paysans venus défendre l'évêque et les patriotes de la garde nationale de Lorient[1].

- 16 février, France : loi relative à l'organisation de la Gendarmerie nationale.

- 21 février, France : Jean-Baptiste Massieu, député du clergé du bailliage de Senlis aux États généraux, est élu, à Beauvais, évêque constitutionnel du département de l'Oise par 193 voix sur 331.

- 25 février, États-Unis : la First Bank of the United States est créée pour répondre aux besoins et demandes financiers du gouvernement central.

## Naissances
- 21 février : John Mercer (mort en 1866), chimiste britannique.